# ماسک (مجموعه تلویزیونی ۲۰۱۵)
ماسک (کره‌ای: 가면) یک مجموعه تلویزیونی محصول کره جنوبی در سال ۲۰۱۵ با بازی سو ئه، جو جی هون، یون جونگ هون و یو این یونگ است. این مجموعه از ۲۷ مه تا ۳۰ ژوئیه ۲۰۱۵، روزهای چهارشنبه و پنجشنبه ساعت ۲۱:۵۵ (کی‌اس‌تی) از اس‌بی‌اس برای ۲۰ قسمت پخش شد.